# Kamjanyj Mist (osiedle)
Kamjanyj Mist (ukr. Кам'яний Міст) – osiedle na Ukrainie, w obwodzie mikołajowskim, w rejonie perwomajskim, siedziba hromady. W 2001 liczyło 1535 mieszkańców, spośród których 1473 wskazało jako ojczysty język ukraiński, 50 rosyjski, 4 mołdawski, 1 ormiański, a 7 inny.